# Tadeusz Boruta
Tadeusz Boruta (ur. 14 grudnia 1957 w Krakowie) – polski malarz i krytyk sztuki.

## Życiorys
W latach 1977–1979 studiował na Politechnice Krakowskiej, w latach 1979–1983 w Akademii Sztuk Pięknych im. Jana Matejki w Krakowie (dyplom uzyskał w pracowniach Stanisława Rodzińskiego i Zbyluta Grzywacza), w latach 1981–1984 w Papieskiej Akademii Teologicznej w Krakowie. W czasach studenckich był uczestnikiem duszpasterstwa akademickiego Beczka.
W swoim malarstwie często podejmował tematykę religijną, w tym pasyjną. W latach 80. uczestniczył w ruchu kultury niezależnej. W 1984 otrzymał Nagrodę Komitetu Kultury Niezależnej „Solidarność” na wystawie „Wokół grafiki” w 1985 I Nagrodę podczas I Krajowego Biennale Młodych „Droga i Prawda”, w 1988 Artystyczna Nagrodę Młodych za rok 1987.
Był zaliczany do nurtu tzw. „figuracji krakowskiej”, wystawiał m.in. wspólnie Grzegorzem Bednarskim. W 1996 wykonał polichromię w kościele parafialnym w Lubniu, w 2001 – w kościele parafialnym w Harbutowicach.
Był autorem kilkunastu wystaw problemowych, m.in. „W stronę osoby” (1985), „Wszystkie nasze dzienne sprawy” (1987) w krużgankach Klasztoru oo. Dominikanów w Krakowie, „Misterium paschalne” (1986) w krypcie w krypcie kościoła oo. pijarów w Krakowie, „Aus der Metapher heraus” (1990) w Darmstadt, „Cóż po artyście w czasie marnym” (1990) w warszawskiej Zachęcie i Muzeum Narodowym w Krakowie (1991), „I barbari nel giardino. Mostra di pittura di artisti polacchi” w Bolonii (1998), „Pokolenie '80. Niezależna twórczość młodych w latach 1980–1989” w Krakowie (2010).
W latach 1998–2004 pracował w Europejskiej Akademii Sztuk w Warszawie, Od 2004 jest związany z Uniwersytetem Rzeszowskim, gdzie prowadzi Pracownię Malarstwa Monumentalnego, a od 2010 kieruje Zakładem Malarstwa na Wydziale Sztuki. W 2003 obronił pracę doktorską na krakowskiej ASP, habilitował się w Akademii Sztuk Pięknych w Katowicach. W 2013 otrzymał tytuł profesora nauk plastycznych.
Publikował m.in. w Tygodniku Powszechnym i Znaku. Opublikował książki Szkoła Patrzenia (2003), O malowaniu duszy i ciała (2006), Figur-racja (2009).
W 2015 został członkiem krajowym czynnym Polskiej Akademii Umiejętności.
W 1996 otrzymał Nagrodę im. Włodzimierza Pietrzaka. W 2001 został odznaczony Złotym Krzyżem Zasługi (M.P. z 2011, nr 112, poz. 1141), w 2016 został uhonorowany medalem Dziękujemy za wolność.
W 2019 roku został laureatem medalu Per Artem ad Deum (Przez sztukę do Boga), który odebrał 10 czerwca 2019 podczas wystawy Sacroexpo w Kielcach. W 2019 odznaczony Srebrnym Medalem „Zasłużony Kulturze Gloria Artis”.
Jego żoną jest malarka Aldona Mickiewicz, z którą w latach 1992–1993 wykonał serię obrazów w dawnej kaplicy klasztoru ss. benedyktynek w Monte San Savino.